# MacConnell-Fruchtvampir
Der MacConnell-Fruchtvampir (Mesophylla macconnelli, Syn.: Vampyressa macconnelli, Ectophylla macconnelli) ist eine Fledermausart aus der Familie der Blattnasen (Phyllostomidae). Bis 1962 wurde sie der Gattung Ectophylla zugeteilt, zu der auch die bekanntere weiße Fledermaus (Ectophylla alba) gehört. Sie ist im tropischen Regenwald Zentral- und Südamerikas verbreitet.
Der Name Mesophylla macconnelli leitet sich vom griechischen mesos (=mittel) und phyllon (=Blatt) ab. Die Art ist nach dem Naturwissenschaftler benannt, welcher die Expedition, auf der die Art entdeckt wurde, maßgeblich unterstützt hat.

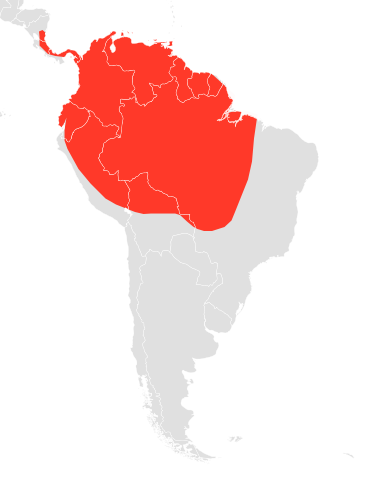
Verbreitungsgebiet von Mesophylla macconnelli

## Beschreibung
Der MacConnell-Fruchtvampir wiegt im Schnitt 8 g und ist damit etwas größer als Ectophylla alba. Ein weiterer Unterschied ist das cremefarbene statt weiße Fell. Die Ohren und das Nasenblatt sind meist gelblich, die Flughaut dunkelbraun bis schwarz.

## Lebensweise
Der MacConnell-Fruchtvampir gehört zu jenen Fledermausarten, welche Blätter verschiedener tropischer Araceen und Palmenarten tagsüber als Hangplatz nutzen. Sie modifizieren das Blatt durch Annagen der Rippen so, dass das Blatt zeltförmig in sich zusammenfällt. So geschützt vor Wettereinflüssen und Räubern verbringen sie den Tag in Gruppen von bis zu 8 Individuen. Weibchen bekommen ein Jungtier pro Jahr und hängen während der Säugezeit bis zur Geschlechtsreife des Nachwuchses meist alleine an einem Hangplatz, den sie alle paar Tage wechseln.
Mesophylla macconnelli ernährt sich ausschließlich von Früchten.

## Verbreitung und Lebensraum
Die Verbreitung des MacConnell-Fruchtvampirs reicht von Nicaragua bis zum Amazonas Brasiliens. Trotz der stetigen Bedrohung durch Lebensraumvernichtung wird ihr Bestand dank der weiten Verbreitung von der IUCN als ungefährdet eingeschätzt.